# Inna Mihajlovna Csurikova
Inna Mihajlovna Csurikova (Oroszország, Baskírföld, Belebej város, 1943. október 5. – Moszkva, 2023. január 14.) orosz színésznő, Gleb Panfilov filmrendező felesége, legtöbb filmjének főszereplője.

## Pályája
Apja agronómus volt, de a családot elhagyva Kazahsztánban élt. Inna Csurikovát anyja nevelte, a háború után költöztek fel Moszkvába. Az iskola elvégzése után a legendás Moszkvai Művész Színház stúdiójába jelentkezett, de nem vették fel. Végül a Scsepkin nevét viselő színiiskolában végzett 1965-ben. Négy évig a főváros ifjúsági színházában játszott, főként mesefigurákat keltett életre. Utána szerződések alapján vállalt szerepeket. 1975 óta folyamatosan Moszkva egyik népszerű színháza, a Lenkom Színház (1990 előtt: Lenini Komszomol Színház) társulatának tagja. Kiemelkedő színpadi alakításai között tartják számon például Arkagyina szerepét Csehov Sirályában vagy a Komisszárnő szerepét Vszevolod Visnyevszkij Optimista tragédiájában. A Hamlet mindkét nagy női szerepét eljátszotta: Ophelia szerepét Andrej Tarkovszkij rendezésében és Gertrudot férje, Gleb Panfilov rendezésében.
Még a színiiskola elvégzése előtt több filmben epizódszerepet kapott. A televízióban vetített egyik filmjében (a vasorrú bába szerepében) figyelt fel rá Gleb Panfilov, aki épp első nagyjátékfilmjéhez keresett főszereplőt. Első filmfőszerepével későbbi férje filmjében (A tűzön nincs átkelés, 1967) hazájában és külföldön egyaránt átütő sikert aratott. Kezdetben az akkor már világhírű Giulietta Masina olasz filmszínésznőhöz hasonlították, de hamar bebizonyosodott tehetségének eredetisége. Következő filmjükben (Kezdet, 1970) Csurikova lényegében egyszerre két szerepet alakít: a naiv vidéki fiatalasszonyt, aki Moszkvába feljőve Jeanne d'Arc szerepét játssza.
Első közös filmjüktől kezdve Csurikova férje alkotótársa, részben valószínűleg ihletője is, filmjeinek állandó szereplője (többnyire főszereplője) lett. Ettől csak egy alkalommal tértek el, az utolsó cár tragédiájáról készült filmben (A Romanovok – Egy cári család, 2000) Inna Csurikova nem szerepel (csak szinkronhangja), hanem – fiukkal, Ivánnal együtt – a forgatókönyvírásban vett részt. Férje munkáin kívül számos ismert orosz rendező filmjében, újabban pedig főként tévéfilmsorozatban kapott szerepet.

### Magyar vonatkozások
- Színháza budapesti vendégszereplésén, 1985-ben a hazai közönség is láthatta az Optimista tragédia Komisszárnő szerepében (rendező Mark Zaharov, a színház művészeti vezetője).
- Emlékezetes alakítást nyújtott a Németh László Égető Eszter című regényéből a Magyar Televízió produkciójában készített hatrészes tévéfilm címszerepében, rendezője Hintsch György volt.
- Csurikováról A modell címmel 50 perces portréfilmet készített Székely Orsolya filmrendező, melyben a művésznő pályájáról beszélt (a Magyar Televízió Fiatal Művészek Stúdiójának produkciója).

## Filmszerepei
- 1960: Felhők Borszk felett (Тучи над Борском) (Vaszilij Orgyinszkij)
- 1963: Moszkvai séta (Я шагаю по Москве) (Georgij Danyelija)
- 1964: Morozko (Морозко) (mesefilm, Alekszandr Rou)
- 1964: Hol vagy, Makszim? (Где ты теперь, Максим?) (Edmond Keoszajan)
- 1965: A szakácsnő (Стряпуха) (Edmond Keoszajan)
- 1965: Harminchárom (Тридцать три) (Georgij Danyelija)
- 1966: Nővérem, a színésznő (Старшая сестра) (Georgij Natanzon)
- 1966: Bosszúállók (Неуловимые мстители) (Edmond Keoszajan)
- 1967: A tűzön nincs átkelés (В огне брода нет) (Gleb Panfilov). A legjobb női alakítás díja, Locarnói Nemzetközi Filmfesztivál, 1969.
- 1970: Kezdet (Начало) (Gleb Panfilov)
- 1975: Szót kérek (Прошу слова) (Gleb Panfilov)
- 1979: Téma (Тема) (A Szót kérek c. film folytatása, de csak 1986-ban mutatták be.)
- 1979: Az a bizonyos Münchausen (Тот самый Мюнхгаузен) (tvfilm, Mark Zaharov)
- 1981: Valentyina (Валентина) (Gleb Panfilov)
- 1982: Vassza (Васса) (Gleb Panfilov)
- 1983: Harctéri regény (Военно-полевой) (Pjotr Todorovszkij). A legjobb női alakítás díja, Berlini Nemzetközi Filmfesztivál, 1984.
- 1984: Holt lelkek (Мёртвые души) (Gogol regénye nyomán, Mihail Svejcer)
- 1986: Más, mint a többi (Курьер) (Karen Sahnazarov)
- 1989: Égető Eszter (Égető Eszter; magyar hangja: Törőcsik Mari) (magyar tvfilm, Hintsch György)
- 1990: Ádám oldalbordája (Ребро Адама) (Vjacseszlav Kristofovics)
- 1990: Az anya (Мать) (szovjet-olasz, Makszim Gorkij regénye nyomán, Gleb Panfilov. Csurikova filmbeli férjét Gian Maria Volonté alakítja.)
- 1993: Casanova köpenye (Плащ Казановы) (olasz-orosz, Alekszandr Galin)
- 1994: A kutya éve (Год Собаки) (orosz-francia, Szemjon Aranovics)
- 1994: Tyúkocskám, Rjaba (vagy: Ragyás tyúkocska) (Курочка Ряба) (orosz-francia, Andrej Mihalkov-Koncsalovszkij)
- 1995: … (Ширли-мырли) (Vlagyimir Menysov)
- 2003: Casus belli (Igor Ugolnyikov)
- 2003: Áldjátok meg a nőt! (Благословите женщину) (Sztanyiszlav Govoruhin)
- 2003: A félkegyelmű (Идиот) (A Dosztojevszkij-regény nyomán készült tévéfilmsorozat, Vlagyimir Bortko)
- 2004: Keskeny híd (Узкий мост) (tévéfilmsorozat, Oleg Bazilov)
- 2004: Moszkvai saga (Московская сага) (tévéfilmsorozat, Dmitrij Barscsevszkij)
- 2006: A pokol tornáca (В круге первом) (Szolzsenyicin azonos című önéletrajzi regényéből, Gleb Panfilov)
- 2011: Csalóka napfény 3. – Az erőd (Утомлённые солнцем 2: Цитадель) (Öregasszony, magyar hangja: Menszátor Magdolna; orosz filmdráma, Nyikita Mihalkov)